# Apikalapparat

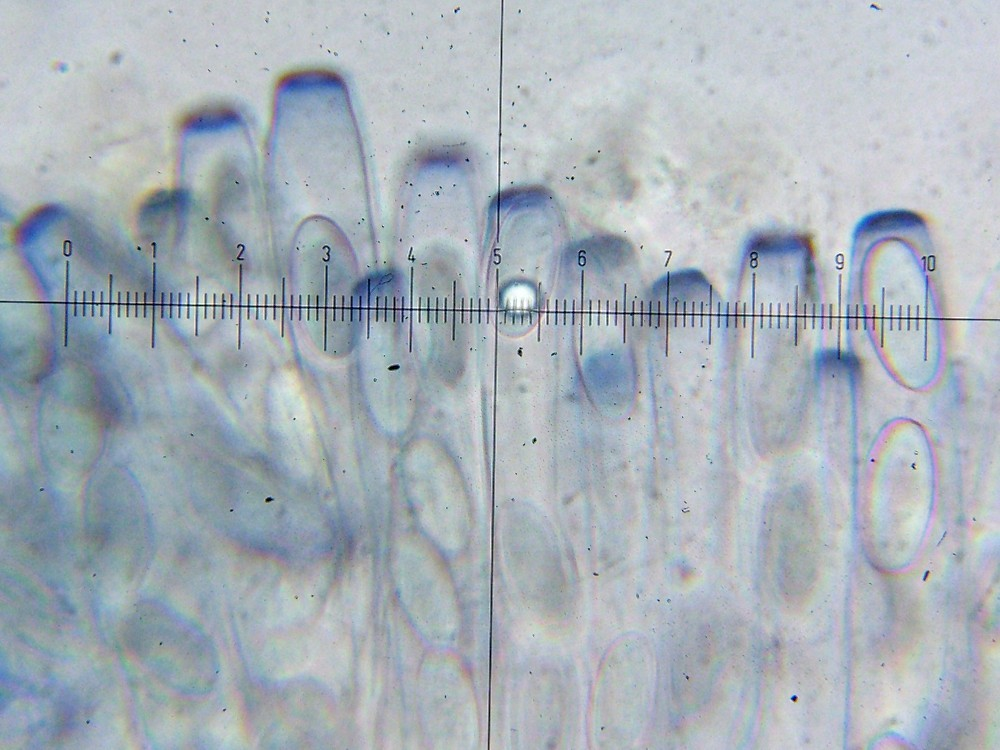
Asci mit sichtbarem Operculum an der Spitze bei einer Art der Ascobolaceae

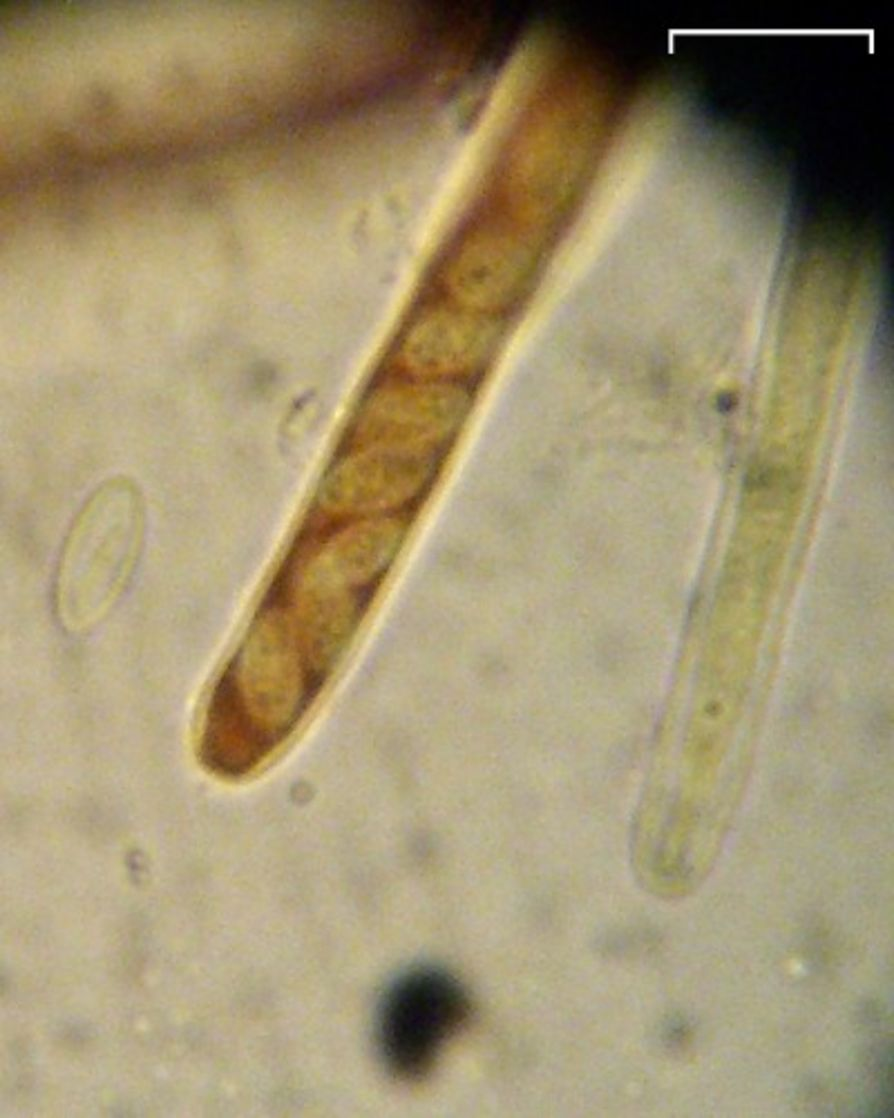
Asci und Ascosporen ohne Operculum eines unbekannten Pilzes

Ein Apikalapparat befindet sich am Scheitel vieler Schlauchpilze, der zur Freisetzung der Sporen dient. Er ist entweder durch einen Deckel (Operculum) ausgebildet (operculat) oder durch einen ringförmigen Quellkörper (inoperculat).